# Comitetul Olimpic din Serbia
Comitetului Olimpic din Serbia (OCS) (sârbă Олимпијски комитет Србије / Olimpijski komitet Srbije) este Comitetul Național Olimpic ce reprezintă Serbia. 
Reprezintă țara la Comitetul Internațional Olimpic (IOC).

## Istorie

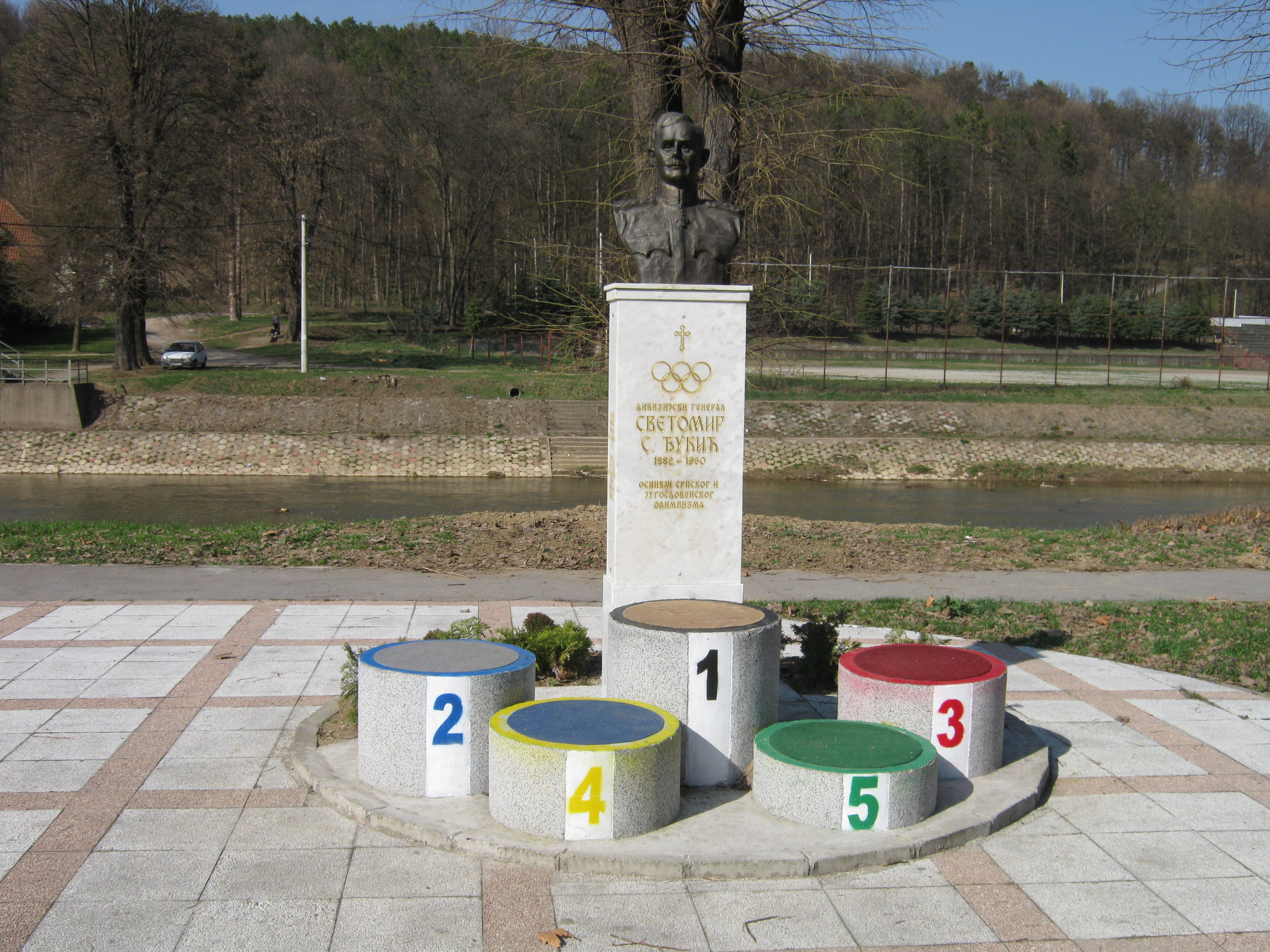
Monumentul Svetomir Đukić, fondatorul Comitetului Olimpic din Serbia, în Valjevo

Clubul Olimpic Sârb (sârbă Српски олимпијски клуб / Srpski olimpijski klub) a fost înființat la 23 februarie 1910. Maiorul Svetomir Đukić este considerat fondatorul mișcării Olimpice în Serbia. În 1912 Clubul Olimpic Sârb și-a schimbat numele în Comitetul Olimpic din Serbia și tot în acest an a fost recunoscut de către IOC. După apariția Iugoslaviei, Comitetul Olimpic Iugoslav (Југословенски олимпијски комитет / Jugoslovenski olimpijski komitet) a fost creat în Zagreb, Croația , în 1919, înainte de a trece la Belgrad în anul 1927. Acesta a fost recunoscut de IOC în 1920. După redenumirea țării FR Iugoslavia în Serbia și Muntenegru, și-a schimbat numele în Comitetul Olimpic din Serbia și Muntenegru (Олимпијски комитет Србије и Црне Горе). În 2006, Serbia a devenit o țară independentă, după referendumul de independență din Muntenegru, și Comitetului Olimpic din Serbia, revine la numele său original. Belgrad, capitala Serbiei și Iugoslaviei a depus de două ori candidatura pentru a găzdui Jocurile Olimpice de Vară. Au vrut să organizeze Olimpice de Vară 1992 și 1996 jocurile Olimpice de Vară.

## Lista președinților
| Președintele         | Perioadă     |
| -------------------- | ------------ |
| Nikodije Stevanović  | 1910-1919    |
| Franjo Bučar         | 1919-1927    |
| Dušan Stefanović     | 1927-1931    |
| Stefan Hadži         | 1931-1941    |
| Stanko Bloudek       | 1948-1950    |
| Dušan Korać          | 1950-1951    |
| Gustav Vlahov        | 1951-1952    |
| Boris Bakrač         | 1952-1960    |
| Milijan Neoričić     | 1960-1964    |
| Zoran Polič          | 1964-1973    |
| Gojko Sekulovski     | 1973-1977    |
| Đorđe Peklić         | 1977-1981    |
| Slobodan Filipović   | 1981-1982    |
| Azem Vllasi          | 1982-1983    |
| Zdravko Mutin        | 1983-1986    |
| Ivan Mećanović       | 1986-1989    |
| Aleksandar Bakočević | 1989-1996    |
| Dragan Kićanović     | 1996-2005    |
| Philip Zepter        | 2005         |
| Ivan Ćurković        | 2005-2009    |
| Vlade Divac          | 2009-2017    |
| Božidar Maljković    | 2017-prezent |

## Membrii IOC
| Membru             | Perioadă       |
| ------------------ | -------------- |
| Svetomir Đukić     | 1912-1948      |
| Franjo Bučar       | 1920-1947      |
| Stanko Bloudek     | 1948-1959      |
| Boris Bakrač       | 1960-1986      |
| Slobodan Filipović | Anii 1987-1995 |
| Borislav Stanković | 1988-2005      |
| Nenad Lalović      | 2015-prezent   |

## Comitetul executiv
La 2017-2020 comitetului de OCS este reprezentat de:
- Președinte: Božidar Maljković
- Membru IOC: Nenad Lalović
- Membru de onoare IOC: Borislav Stanković
- Președintele de Sport Comisia de OCS: Ivan Miljković
- Membrii:
- 10 membri ai Federațiilor Olimpice Sportive: Mirko Nišović (președintele Federației de Canoe), Željko Trajković (președintele Federației de Lupte), Veselin Jevrosimović (președintele Federației de Atletism), Zoran Gajić (președintele Federației de Volei), Predrag Danilović (președintele Federației de Baschet), Snežana Žugić (președintele Asociației de Scufundări), Nenad Petković (președintele Federației de Tir Sportiv), Iva Popović (președintele Federației de Înot Sincron), Milorad Krivokapić (președintele Federația de Polo pe Apă), Vladeta Radivojević (președinte de Asociație de Schi)
- 3 membri aleși de OCS: Zarko Zečević, Bogdan Obradović, Milica Mandič
- Membru al Federației Sportive din Serbia: Aleksandar Šoštar

## Federații membre
Federațiile Naționale Sârbe sunt organizațiile care coordonează toate aspectele lor pentru fiecare sport. Ei sunt responsabili pentru antrenament, competiție și dezvoltarea sportivă. În prezent, există 35 de federații Olimpice de Vară și de 7 federații Olimpice de Iarnă din Serbia.
| Federația națională                     | Vară sau Iarnă | Sediu   |
| --------------------------------------- | -------------- | ------- |
| Federația Sârbă de tir cu Arcul         | Vară           | Belgrad |
| Federația Sârbă de Atletism             | Vară           | Belgrad |
| Federația Sârbă de Badminton            | Vară           | Belgrad |
| Federația Sârbă de Baseball             | Vară           | Belgrad |
| Federația Sârbă de Baschet              | Vară           | Belgrad |
| Federația Sârbă de Biatlon              | Iarnă          | Belgrad |
| Federația Sârbă de Bob și Sanie         | Iarnă          | Belgrad |
| Federația Sârbă de Box                  | Vară           | Belgrad |
| Federația Sârbă de Kaiac Canoe          | Vară           | Belgrad |
| Federația Sârbă de Escaladă             | Vară           | Belgrad |
| Federația Sârbă de Clay Target Shooting | Vară           | Belgrad |
| Federația Sârbă de Curling              | Iarnă          | Belgrad |
| Federația Sârbă de Ciclism              | Vară           | Belgrad |
| Federația Sârbă de Scufundări           | Vară           | Belgrad |
| Federația Ecvestră Sârbă                | Vară           | Belgrad |
| Federația Sârbă de Scrimă               | Vară           | Belgrad |
| Federația Sârbă de Fotbal               | Vară           | Belgrad |
| Federația Sârbă de Golf                 | Vară           | Belgrad |
| Federația Sârbă de Gimnastică           | Vară           | Belgrad |
| Federația Sârbă de Handball             | Vară           | Belgrad |
| Federația Sârbă de Hockey               | Vară           | Belgrad |
| Federația Sârbă de Patinaj              | Iarnă          | Belgrad |
| Federația Sârbă de Judo                 | Vară           | Belgrad |
| Federația Sârbă de Karate               | Vară           | Belgrad |
| Federația Sârbă de Sanie                | Iarnă          | Belgrad |
| Federația Sârbă de Canotaj              | Vară           | Belgrad |
| Federația Sârbă de Rugby                | Vară           | Belgrad |
| Federația Sârbă de Navigație            | Vară           | Belgrad |
| Federația Sârbă de Canotaj              | Vară           | Belgrad |
| Clay Target Shooting                    | Iarnă          | Belgrad |
| Federația Sârbă de Ski                  | Iarnă          | Belgrad |
| Federația Sârbă de SoftBall             | Vară           | Belgrad |
| Federația Sârbă de Înot                 | Vară           | Belgrad |
| Federația Sârbă de Înot sincron         | Vară           | Belgrad |
| Federația Sârbă de Tenis de masă        | Vară           | Belgrad |
| Federația Sârbă de Taekwondo            | Vară           | Belgrad |
| Federația Sârbă de Tenis                | Vară           | Belgrad |
| Federația Sârbă de Triatlon             | Vară           | Belgrad |
| Federația Sârbă de Volei                | Vară           | Belgrad |
| Federația Sârbă de Polo                 | Vară           | Belgrad |
| Federația Sârbă de Haltere              | Vară           | Belgrad |
| Federația Sârbă de Wrestling            | Vară           | Belgrad |